# Jacinto Barquín
Jacinto Barquín (ur. 3 września 1915, zm. ?) – były kubański piłkarz, reprezentant kraju. Podczas kariery występował na pozycji obrońcy.

## Kariera klubowa
Podczas kariery piłkarskiej Jacinto Barquín występował w klubie CD Puentes Grandes.

## Kariera reprezentacyjna
Jacinto Barquín występował w reprezentacji Kuby w latach trzydziestych i czterdziestych. W 1938 roku uczestniczył w mistrzostwach świata. Na mundialu we Francji wystąpił we wszystkich trzech meczach, dwóch spotkaniach I rundy z Rumunią oraz przegranym 0-8 meczu ćwierćfinałowym ze Szwecją. W 1949 roku uczestniczył w przegranych 0-2 i 0-3 meczach eliminacji do Mistrzostw Świata 1950 z Meksykiem.